# 汊河新城駅
汊河新城駅（さかしんじょうえき）は、中華人民共和国安徽省来安県汊河鎮にある、南京地下鉄S4号線の駅である。

## 駅名
駅名については、事業着手当初は滁州市政府と南京地下鉄集団は「汊河新城駅」の仮称を用いており、2022年9月2日に「黄牌駅」を駅名として第一次公示され、2022年11月15日に駅名が「黄牌駅」に決定したことが発表された。

## 隣の駅
南京地下鉄
■S4号線
汊河駅- 汊河新城駅 - 相官駅